# 15 cm SKC/28
15 cm SKC/28 — 149,1-миллиметровое корабельное артиллерийское орудие, разработанное и производившееся в Германии. Состояло на вооружении Кригсмарине. Устанавливалось на  тяжёлых крейсерах типа «Дойчланд», линейных крейсерах типа «Шарнхорст», линейных кораблях типа «Бисмарк» в качестве противоминной артиллерии. Также предполагалось к установке на линейных кораблях типа «H», лёгких крейсерах типа «M» и авианосце «Граф Цеппелин». Кроме того, применялось в береговой обороне. Использовалось во Второй мировой войне.

## Конструкция
Орудие было разработано немецким концерном «Крупп» на базе корабельных пушек времен Первой мировой войны, специально для карманных линкоров. Орудие состояло из внутренней трубы, лейнера, кожуха и казенника. Лейнер вставлялся с казённой части и весил 2680 — 2710 кг. Затвор был клиновым, вертикального типа. Имелось два гидравлических противооткатных цилиндра и пневматический накатник. Живучесть ствола оценивалась в 1000 выстрелов полным зарядом.